# サフォーク (バージニア州)
サフォーク（英: Suffolk）は、アメリカ合衆国バージニア州南東部に位置する都市。バージニア州法の規定により、いずれの郡にも属さない独立市となっている。ノーフォークの南西に立地し、同市の郊外都市となっている。ノーフォークの7倍以上、1,036km²の広い市域を有しており、市域面積ではハンプトン・ローズの湾の周囲に連なる7市の中で最大、かつバージニア州全体でも最大である。しかし人口は7市の中で最も少なく、2010年の国勢調査では人口84,585人であった。ノーフォークを中心に9市7郡にまたがるハンプトン・ローズ都市圏（正式名称: バージニアビーチ・ノーフォーク・ニューポートニューズ都市圏）は9市7郡にまたがり、1,671,683人（2010年国勢調査）の人口を抱えている。

## 歴史
サフォークは1742年にバージニア植民地のナンスモンド川沿いにある港町として始まった。当初、コンスタンスのウェアハウス（倉庫）として知られていたこの町は、ウィリアム・グーチ総督のイングランドのイースト・アングリアにある故郷サフォークに因んで名付けられた。
サフォークはその歴史の初期で、サウス・ハンプトン・ローズの東の地域へ陸から入る交通の玄関になった。南北戦争の前に、ポーツマス・アンド・ロアノーク鉄道とノーフォーク・アンド・ピーターズバーグ鉄道がサフォークを通って建設され、これらが21世紀にCSXトランスポーテーションとノーフォーク・サザン鉄道によって運行される一級鉄道の初期前身となった。その他の鉄道や主要な高規格道路が後に続いた。
1863年4月、南軍のジェイムズ・ロングストリート将軍はサフォーク市で北軍を包囲した。これは小さな作戦だったが、戦乱で荒れ果てたバージニア中部に駐留するロバート・E・リー軍にとって大変重要なことだった。これが成功すれば南軍は北軍の支配下にある大量の物資を集めることができるはずだった。
周辺地域で栽培されたピーナッツがサフォークの主要産業になった。プランターズ・ピーナッツ会社は1912年にサフォークで創業された。プランターズ・ピーナッツのマスコットであるミスター・ピーナッツはサフォークで生まれた。長い間使われている地元のFMラジオ局のコールサインである"WLPM"は世界最大のピーナッツ市場（World's Largest Peanut Market）の頭文字である。
サフォークは長い間ナンスモンド郡に取り囲まれていたが、1808年に町制を布き、1906年には独立市となり、その後1974年にはほんの18ヶ月前に独立市（ナンスモンド市）となっていた元の郡との相互合意によって統合し、さらに郊外の未編入町であるホランドとホエーリービルを取り込んだ。新しく統合された市はサフォークの名前を採用し、バージニア州で面積最大の都市が生まれた。

## 地理
気候についてはノーフォーク (バージニア州)#気候を参照のこと。
サフォークは 北緯36度44分28秒 西経76度36分35秒 / 北緯36.74111度 西経76.60972度 に位置する。
アメリカ合衆国国勢調査局に拠れば、市域全面積は429.1平方マイル (1,111.3 km2)、このうち陸地は400.0平方マイル (1,036.0 km2)、水面は29.0平方マイル (75.2 km2)で水域率は6.77％である。

大きな湿地であるグレート・ディズマル・スワンプ（大きな暗い沼地）は一部がサフォークに入っている。
サフォークはハンプトン・ローズ都市圏内で最大の市域面積を有する都市である。

### 隣接する郡と市
- チェサピーク市
- ポーツマス市
- ニューポートニューズ（水域で接する）
- アイルオブワイト郡
- サウサンプトン郡
- ノースカロライナ州カムデン郡
- ノースカロライナ州ゲイツ郡

### 国家保護地域
- グレート・ディズマル・スワンプ国立野生生物保護区 （一部）
- ナンスモンド国立野生生物保護区

### 2008年竜巻
2008年4月28日、改良藤田スケールEF3の竜巻がサフォークを襲い、その日の午後遅くに市内や近くの地域社会に大きな幅で莫大な被害をもたらした。
東部時間午後4時過ぎ、竜巻が何度も襲い、通り道となった市の中心街北部や西部、近くのサンタラ・オビチ病院や未編入町のドライバーを襲って被害を与え、200人以上が負傷した。120戸以上の家屋と12の企業が重大な損傷を受けた。バーネット・ミルやヒルポイント農場の一部は特に被害が激しく、ドライバーの歴史的建築物の幾つかも損傷した。しかし、ドライバーに近く、ハンプトン・ローズの大半に電波を贈っているアンテナ農園に位置する大きなラジオ・テレビ中継塔は重大な被害を免れた。
ティモシー・ケイン知事は緊急事態を宣言し、州機関に立ち直りと後片付けを支援するよう指示した。ハンプトン・ローズ中の警察や消防がサフォークに派遣され、損害を受けた地域の検疫と後片付けを支援した。
5月1日、損害総額は2,000万ドルと推計された。
竜巻を撮影した映像、4分16秒

## 教育
地元の公共教育制度であるサフォーク公共教育委員会は13の小学校、4つの中学校、3つの高校および1つのオルターナティブ・スクールを運営している。

## 交通
サフォークが成長してきた初期はその位置と交通における価値で加速された。このことは21世紀に入っても大きな要素であり続けている。

### 自転車道
グレート・ディズマル・スワンプ国立野生生物保護区には、ワシントン・ディッチなどを入り口としてホワイト・マーシュ道路経由で入る何十マイルもの道がある。ゴッドウィン・ブールバールからローン・スタート湖市民公園にも自転車道がある。この市民公園には4マイル (6 km) 以上の岩の道もある。自転車が通れる交通量の少ない田舎道も多くある。サフォークに隣接するスミスフィールドでは、環状になった2.5マイル (4 km) の自転車道を含むナイク・パイクと呼ばれる市立の設備がある。

### 水路
サフォークは元々ナンスモンド川の航行可能な上限にある港だった。ナンスモンド川はジェームズ川河口近くに流れ入り、不凍港であるハンプトン・ローズに繋がっている。

### 鉄道
南北戦争前にサフォークを通る2つの鉄道が開通し、後にはさらに4線が繋がれた。これらは1960年ころに始まった北米大陸鉄道の現代統合時代に統合された。今日、サフォークには3つの鉄道路線があり、バージニア州鉄道・公共輸送局が検討しているリッチモンドとサウス・ハンプトン・ローズを繋ぐ高速旅客鉄道が通る可能性がある場所に位置している。

### 高規格道路
サフォークにはアメリカ国道17号線、13号線、58号線、258号線、および460号線が通っている。ハンプトン・ローズ・ベルトウェイの一部である州間高速道路664号線は市の北東縁を掠めている。州道10号線も地域の主要道路である。
2006年、サフォークは、バージニア州の独立市では慣習となっているように、バージニア州交通局から道路系の管轄を引き継いだ。ただし、1932年のバード道路法でバージニアの第2次道路体系を作ったので、郡部や町の大半ではこれが道路を維持している。1970年代に元のナンスモンド郡が独立市となり、サフォークと合併した時に例外が州議会によって作られた。州は2006年7月1日までサフォークの主要道と2次道路の維持を続けていた。

### 橋、ブリッジトンネル
1992年に完工した4斜線のモニター・メリマック記念ブリッジトンネルの南端がサフォーク市内にある。1928年頃に州道125号線でナンスモンド川に架かるキングス・ハイウェイ橋の所有権と責任についてバージニア州交通局とサフォーク市の間で議論があった。この橋は安全上の理由で2005年にバージニア州交通局によって閉鎖された。チャッカタックとドライバーを繋ぐこの橋は1日約3,300台の利用があった。キングス・ハイウェイに架ける新しい橋の工費は4,800万ドルと見積もられ、通行料を徴収しても回収は不可能である。2007年、バージニア州交通局は橋の取り壊しと除去について契約すると宣言した。新聞に拠ると、代替施設が計画されていない状況でこのような行動を採るのは、バージニア州交通局の歴史でも初めてのことである。
バージニア州は現在、サフォーク西のアメリカ国道460号線からピーターズバーグに近い州間高速道路295号線まで大きな再配置と改良について、官民共同事業の提案を審査している。1995年、バージニア州議会は官民交通法を成立させ、交通の改良を設計し、建設し、予算手当てし運営するための革新的解決法を提案するときに民間が入ることを許した。新しい道路は通行料の徴収で予算が賄われる。

## 経済

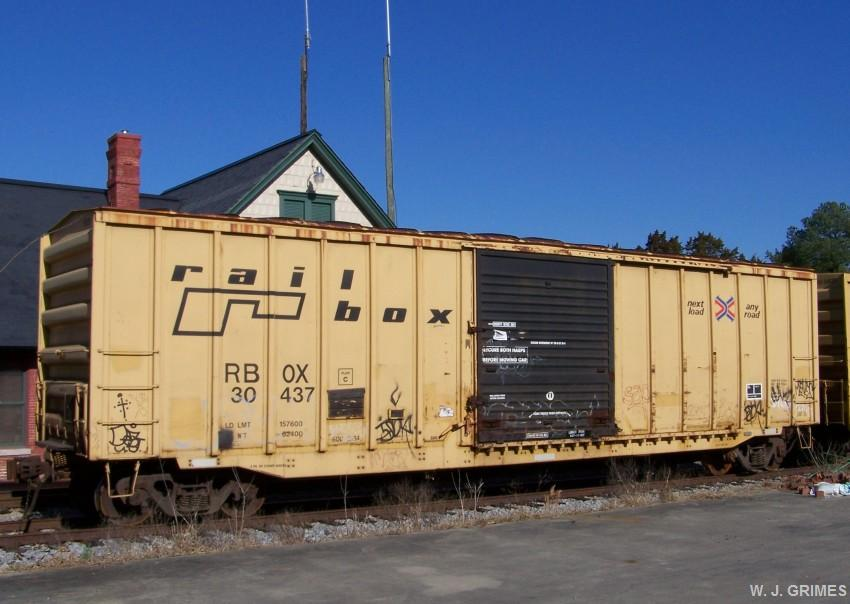
ピーナッツを運び出すレイルボックスの有蓋車

現代でもサフォークはピーナッツの大きな加工所であり、鉄道と高速道路輸送の中継点となっている。サフォークには産業、製造業、物流、小売およびサービス業、さらには活発な農業といった多様な組み合わせがある。
プランターズ・ピーナッツは現在クラフトフーズに所有され、主要な雇用主であり続けている。サフォーク市でその他の大きな雇用主はユニリーバ、リプトン、ウォルマート、ターゲット、QVCがあり、さらに2つの大きなモデリングとシミュレーションの会社ロッキード・マーティンとレイセオンがある。ロッキード・マーティンはサフォークにイノベーション・センターを置いている。このイノベーション・センターは敷地が灯台の周りに造られ実際に灯台を取り囲んでいるので、「灯台」と呼ばれている。
2002年、新しくルイーズ・オビチ記念病院が完成し開所された。この病院は2005年にサンタラ・ヘルス・システムに買収された。
毎年秋、サフォーク市ではサフォーク・フェスティバル・インコーポレイテッドのピーナッツ祭りが開催される。2007年のピーナッツ祭りは開始から30回目を数えた。

## メディア
サフォークの日刊紙は地元の「サフォーク・ニューズ・ヘラルド」、ノーフォークからの「バージニアン・パイロット」およびニューポートニューズの「デイリー・プレス」がある。その他の新聞として、「ポートフォリオ・ウィークリー」、「ニュージャーナル・アンド・ガイド」、および「ハンプトン・ローズ・ビジネス・ジャーナル」がある。「ハンプトン・ローズ・マガジン｣は、サフォークとハンプトン・ローズ地域の隔月刊の地域雑誌である。サフォークには様々なAMとFMのラジオ放送局があり、中継塔はハンプトン・ローズの周辺にある。
サフォークには幾つかのテレビ放送局もある。ハンプトン・ローズ指定市場には712,790世帯がいて（全米の0.64%）、国内では42番目の規模である。全国ネットワークの系列局として、WTKR-TV、チャンネル3（CBS系列）、WAVY、チャンネル10（NBC系列）、WVEC-TV、チャンネル13（ABC系列）、WGNT、チャンネル27（CWテレビジョンネットワーク系列）、WTVZ、チャンネル33（マイネットワークTV系列）、WVBT、チャンネル43（フォックス放送系列）、およびWPXV、チャンネル49（ion Television系列）がある。公共放送サービスはWHRO-TV、チャンネル15である。ノースカロライナ州のアウターバンクスからWSKY、チャンネル4とハンプトンからのWGBS、チャンネル7のような独立放送局からの電波も受信できる。ケーブルテレビのチャーター・コミュニケーションズも利用できる。ディレクTVとディッシュ・ネットワークはサフォークのケーブルテレビ選択肢として人気がある。

## 姉妹都市
サフォークは1つの都市と姉妹都市を結んでいる。
- イタリア、オデルツォ、アメディオ・オビチの出身地である。

## 著名な住人
- アメディオ・オビチ（1877年–1947年）、プランターズ・ピーナッツ創業者、妻のルイーズがサフォークを第2の故郷にした。1951年、ルイーズ・オビチ記念病院が彼女の記念のために地域社会に寄贈され、最近建て替えられた後にサンタラ・ヘルス・システムが取得し、サンタラ・オビチ病院と改名された。
- ミルズ・E・ゴッドウィン・ジュニア（1914年–1999年）、バージニア州知事、昔のナンスモンド郡チャッカタック出身
- アンドレ・レオン・タリー、雑誌Vogueの副編集長、サフォーク生まれ
- チャーリー・バード（1925年–1999年）、ジャズ・ギター奏者、チャッカタック出身
- ラチェル・シルスキー、別名ルース・マクブライド・ジョーダン、12人の子の母、伝記The Color of Waterの主人公
- アントワン・ルイス、テレビニュースのジャーナリスト、シカゴのスーパーステーションWGN、サフォークで生まれ、近郷のオールド・ノーフォーク・ロードで育った。19世紀の奴隷反乱を率いたナット・ターナーの直系子孫。ターナーはサフォークと境を接するサザンプトン郡出身だった。アントワン・ルイスは上記ルース・マクブライド・ジョーダンと遠縁でもある。ルイスの母方の大叔母ラチェル・マクネアはジョーダンと終生の友人であり、その息子でThe Color of Waterの著者ジェイムズ・マクブライドの名付け親になった。